# 文化露寇

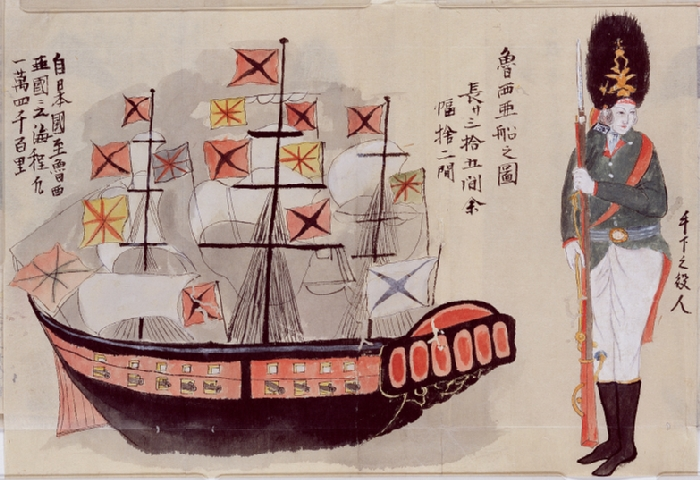
日方记录的列扎诺夫舰艇及船员

文化露寇（日语：／ Bunka Ro kō */?，另譯文化俄寇）是1806-07年間日俄之間的一場武裝殖民衝突，其時俄羅斯帝國派往日本江户幕府的外交使節尼古拉·列扎诺夫指揮海軍入侵及襲擊庫頁島（日稱樺太島）南端的日本殖民貿易站。事件驚動幕府後方令日本開始重視庫頁島，並因而令其將南庫頁島改為直轄至1821年。